# Castor Cantero
Castor Cantero (12 de janeiro de 1918) foi um futebolista paraguaio que atuava como atacante.meia.

## Carreira
Castor Cantero fez parte do elenco da Seleção Paraguaia de Futebol, na Copa do Mundo de 1950 no Brasil.